# Lors Jouin
Pour les personnes ayant le même patronyme, voir Jouin.
Laurent (Lors) Jouin est un auteur-compositeur-interprète breton, un des chanteurs de kan ha diskan contemporain. Il a chanté avec des groupes de musique bretonne (Les Ours du Scorff, Toud'Sames, Bleizi Ruz, Gwerz…) et en duo avec des chanteurs ou musiciens bretons (Jean-Yves Le Roux, Gilbert Bourdin, Soïg Sibéril, Annie Ebrel…). Il interprète également en soliste des gwerzioù (complaintes) ou participe à des comédies musicales (Le Retour du Kaolmorc’h, L'Émir de Langoëlan). Il est surnommé « le Barde. »

## Biographie
Lors Jouin est né dans une famille de chansonniers parisiens. Poursuivant des études agronomiques en Bretagne, il s’est très vite familiarisé au sein du monde rural avec le breton et la musique bretonne. Il effectuera de nombreux collectages de chansons bretonnes parmi les chanteurs et les conteurs de Basse-Bretagne. Il a notamment chanté avec Jean-Yves Leroux pendant neuf ans. Il a joué dans le bagad Kerlenn Pondi et a été président de la fanfare Hilare Carhaisienne.

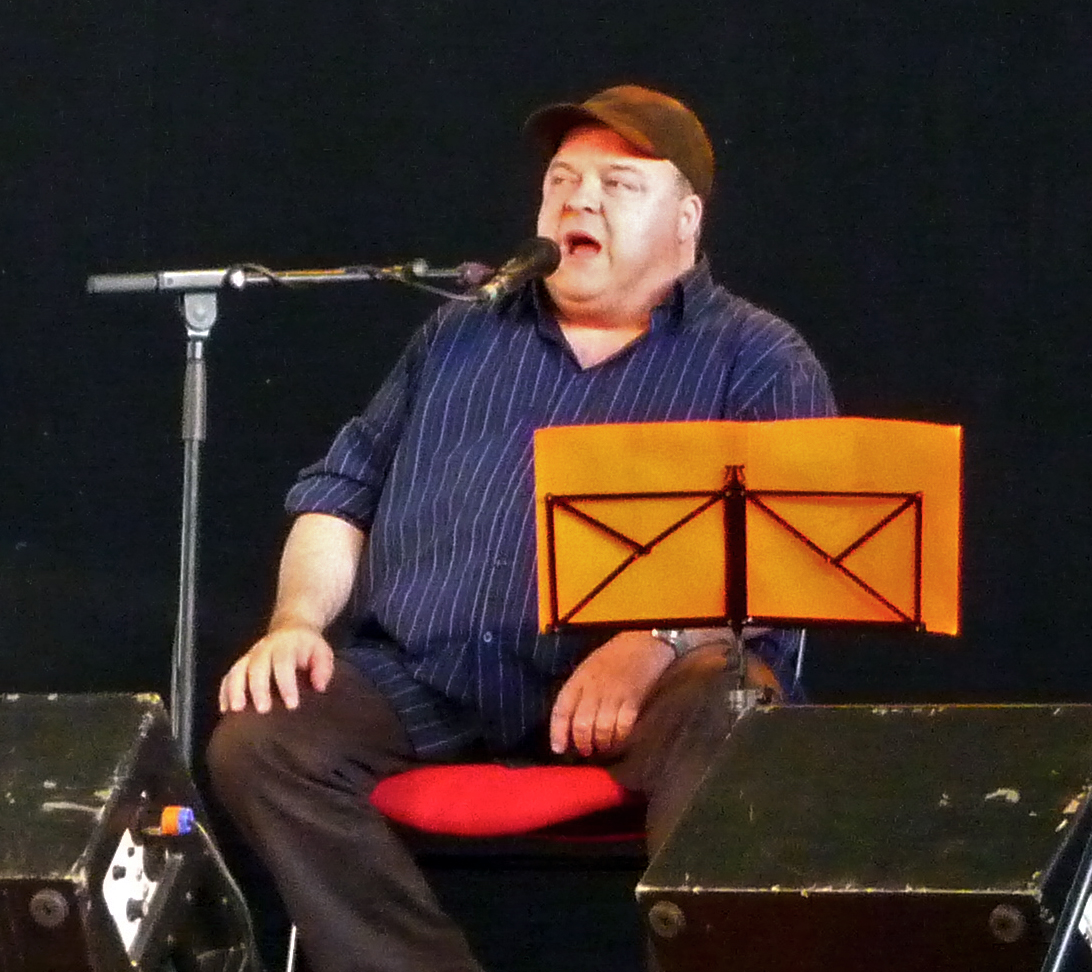
Concert avec Toud'Sames en 2009.

Il est cofondateur des groupes Les Ours du Scorff, Toud'Sames et Bouge Tranquille. Lors Jouin a écrit de nombreuses mélodies joués par de célèbres formations : Bleizi Ruz, Pennoù Skoulm, Skolvan, Kornog, Carré Manchot, Jean-Charles Guichen, Annie Ebrel, Riccardo Del Fra… Il forme avec Soïg Sibéril le duo Tan Dehi et avec Gigi Bourdin Les Ânes de Bretagne. Il a participé avec Long John Silver à des chants de marins et pour les productions du Chasse-marée.
En 2007 il sort un nouvel album. Celui-ci reçoit le coup de cœur du groupe Red Cardell, président du jury du grand prix du disque du Télégramme en 2008. En 2012 il accompagne Soïg Sibéril sur le spectacle Du côté de Soïg avec Nolwenn Korbell, Jamie McMenemy et Karl Gouriou.
Lors Jouin, également comédien, a participe à des téléfilms, souvent en bilingue, pour France 3 Bretagne ou TF1. Il a joué dans deux pièces musicales de Gilbert Bourdin et Jacky Molard en tant que chanteur comédien (l'opéra Le Retour du Kaolmoc 'h, L'Émir de Langoëlan).
En 2016, il lance le projet Komzoù Brezhoneg. Il parcourt ainsi les communes de Basse-Bretagne afin de filmer les derniers bretonnants de naissance.
En 2017, il joue le rôle de M. Le Vigan dans la série de fiction en langue bretonne Fin Ar Bed.

## Discographie

### Albums solo
- 1994 : Moualc'h ar Ménéiou (Gwerziou ha soniou, éditions Silex) classé **** dans le Monde de la musique[3]
- 2007 : Chansons de la Bretagne éternelle d'hier et de toujours pour maintenant par rapport à demain (CD + DVD Keltia Musique)[4]

### AvecLes Ours du Scorff
- 1994 : Les Ours du Scorff (éd. Auvidis, Zéro de conduite) Prix du disque Académie Charles-Cros 1995
- 1996 : La Maison des bisous (Keltia Musique)
- 1998 : Le grand bal (Keltia Musique)
- 2000 : Le Retour d'Oné (Keltia Musique)
- 2002 : Le plus-mieux (compilation Keltia Musique)
- 2005 : La bonne pêche (Keltia Musique)

### En groupe
- 1999 : Laurent Jouin et Bouge Tranquille (Keltia Musique)
- 2002 : Kan ha gitar par Tan Dehi, formé avec Soïg Sibéril ( CHOC dans le Monde de la Musique ) (Coop Breizh)[5]
- 2006 : Toud 'Sames avec Jean-Michel VEILLON , Alain GENTY , Dominique MOLARD, David "hopi " HOPKINS (Coop Breizh)
- 2012 : Tost ha pell avec Annie Ebrel (Boutou production, Coop Breizh)

### Participations
- 1984 : Kanaouenn an drask (Kan ha diskan-Sonioù nevez, gavotenn ar menez 1989)
- 1989 : Chants de marins (éditions Pluriel 1987, éditions Chasse-Marée 1989)
- 1989 : Kan an douar (Radio Bretagne Ouest)
- 1993 : Monterfil en fête (Carrefour de la Gallésie/Centre d'activités communales Monterfil)
- 1995 : Bombardes et binious de la montagne, rétrospective Trophée Per Guillou (Dastum Kreiz Breizh)
- 1998 : Jean-Charles Guichen (Coop Breizh)